# Virginia (Santa Fe)
Virginia es una localidad argentina ubicada en el departamento Castellanos de la provincia de Santa Fe. Se encuentra sobre la ruta provincial 13, 60 km al norte de Rafaela.
Fue fundada en 1885 por Guillermo Lehmann, si bien no cuenta con ceremonia de fundación en dicho año llegaron los primeros inmigrantes italianos. La llegada del ferrocarril dio forma al actual emplazamiento de la villa. Luego se incorporaron familias de otros orígenes, entre ellas 23 judías, además de franceses, polacos y húngaros; la principal actividad económica es desde sus inicios la agricultura.  Cuenta con un centro de salud. Hasta 1928 abarcó la actual comuna de Colonia Mauá.

## Población
Cuenta con 298 habitantes (Indec, 2010), lo que representa un descenso frente a los 374 habitantes (Indec, 2001) del censo anterior.
| Gráfica de evolución demográfica de Virginia entre 1991 y 2010 |
|                                                                |
| Fuente: Censos nacionales del INDEC                            |